# Hathazari
Hathazari (en bengali : হাটহাজারী) est une upazila du Bangladesh dans le district de Chittagong. En 1991, on y dénombrait 321 004 habitants.